# Mixopterygidae
Mixopterygidae — родина рукокрилих ссавців.
Родина Mixopterygidae демонструє мозаїку ознак зубів, деякі з них є типовими для ембаллонуридів (особливо Vespertiliavus), а інші для гіпосидеридів.

## Систематика
Mixopterygidae
- Carcinipteryx — від середнього еоцену до раннього олігоцену Європи
  - Carcinipteryx trassounius
  - Carcinipteryx maximinensis
  - Carcinipteryx liaudae
- Mixopteryx — від пізнього еоцену до пізнього раннього олігоцену Європи
  - Mixopteryx dubia
  - Mixopteryx perrierensis
  - Mixopteryx weithoferi